# IC 676
IC 676 је спирална галаксија у сазвјежђу Лав која се налази на листи објеката дубоког неба у Индекс каталогу.
Деклинација објекта је + 9° 3' 22" а ректасцензија 11h 12m 39,7s. Привидна величина (магнитуда) објекта IC 676 износи 12,2 а фотографска магнитуда 13,1. IC 676 је још познат и под ознакама UGC 6245, MCG 2-29-9, MK 731, CGCG 67-32, IRAS 11100+0919, PGC 34107.